# Comté de Vestland
Ne doit pas être confondu avec Vestlandet.
Le comté de Vestland est un comté norvégien situé au sud-ouest du pays dans la région Vestlandet. Son centre administratif se situe à Bergen et le siège du gouverneur (Statsforvalter) se situe à Hermansverk dans la kommune de Leikanger.
Il est créé le 1er janvier 2020 à partir de la fusion des anciens comtés de Hordaland et de Sogn og Fjordane, mais sans la municipalité de Hornindal qui est alors rattachée à la municipalité de Volda dans le comté de Møre og Romsdal. 

## Géographie
Le comté est coupé par les longs et profonds Hardangerfjord et Sognefjord, deux des principaux fjords du pays, des attractions touristiques majeures de la région.

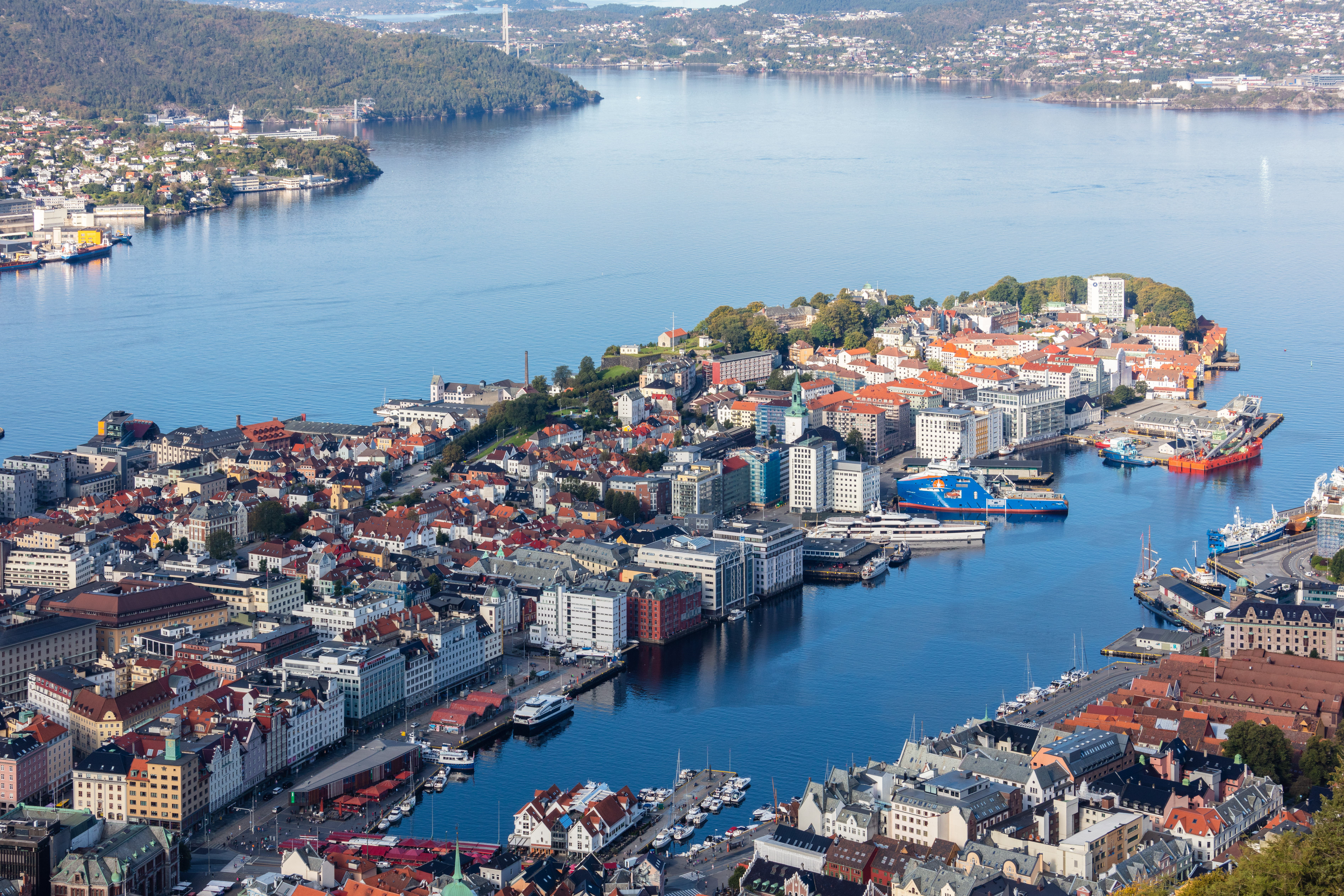
Vue de Bergen
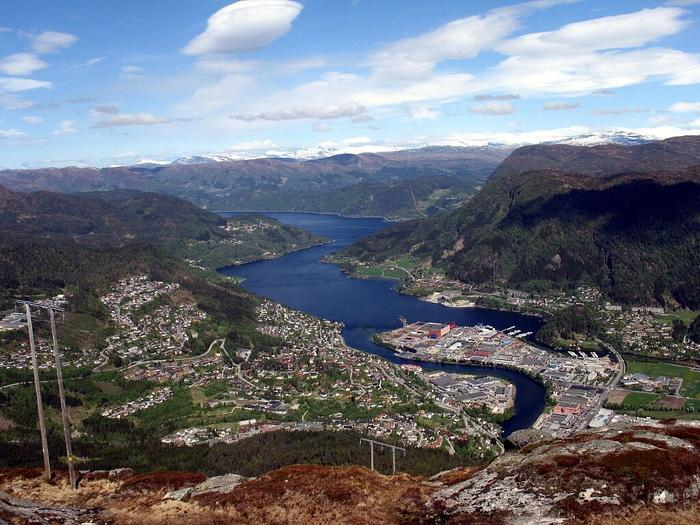
Førde et son fjord
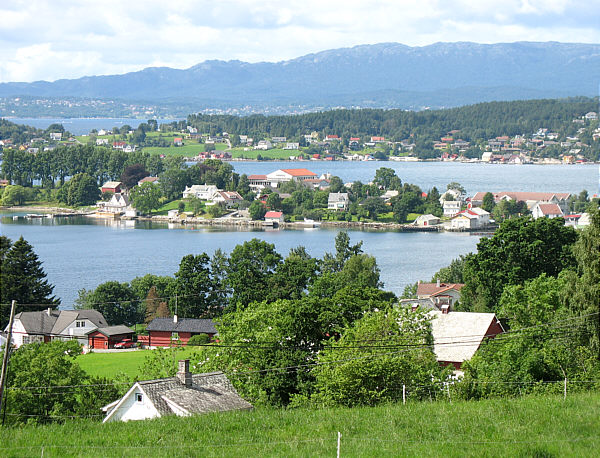
L'île de Halsnøy
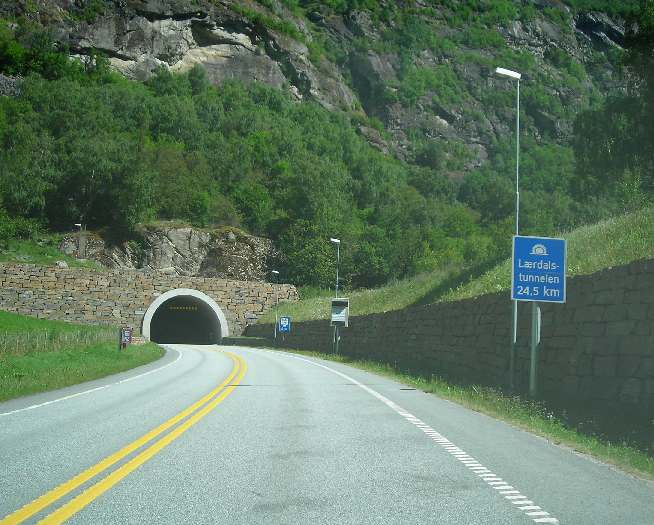
Entrée sud du tunnel de Lærdal
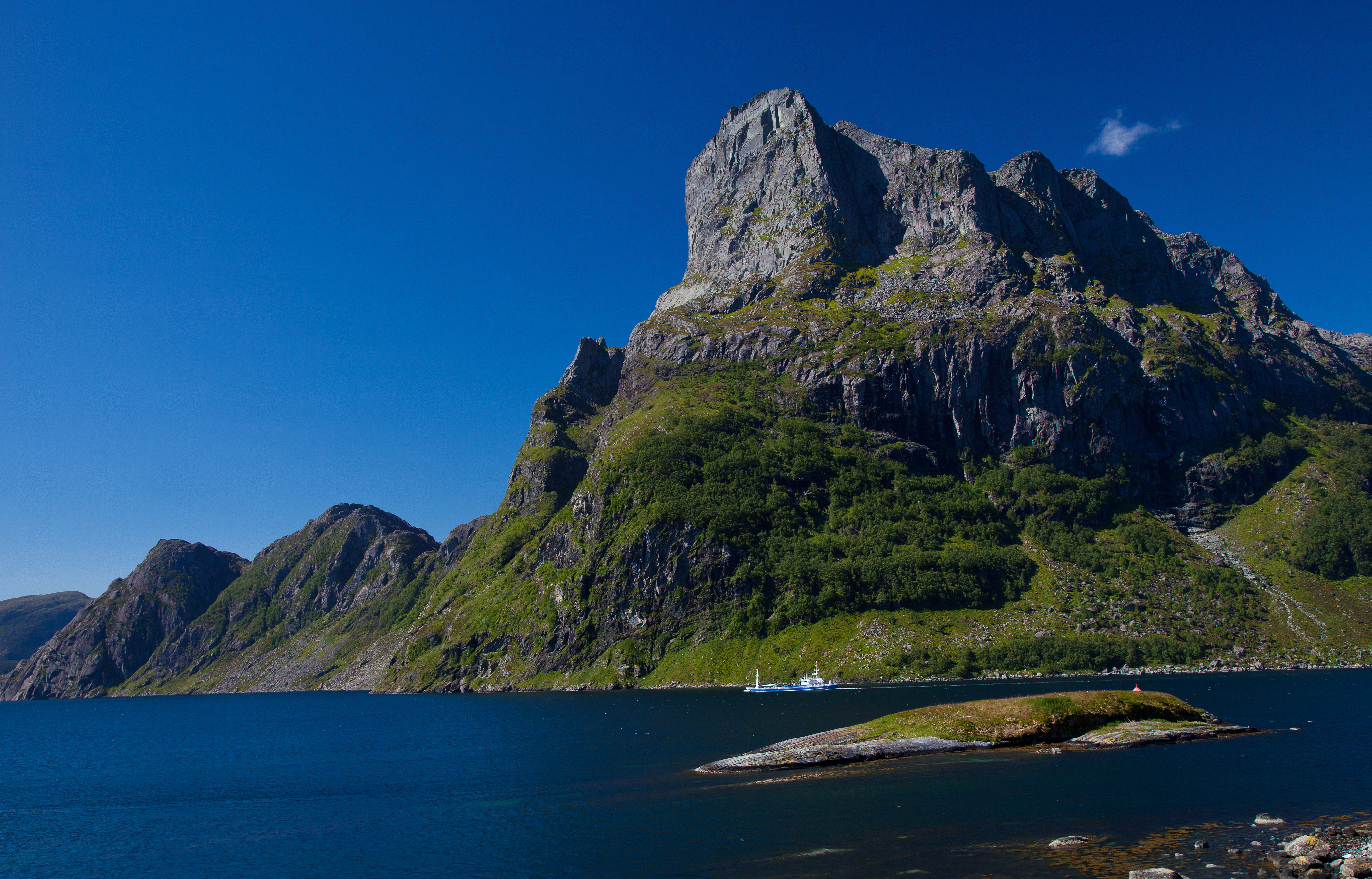
Le Hornelen

## Communes
Le comté de Vestland est subdivisé en 43 communes (Kommuner) au niveau local :
| N° | Code commune | Nom           | Créée            | Ancien code commune                               | Ancien comté     |
| -- | ------------ | ------------- | ---------------- | ------------------------------------------------- | ---------------- |
| 1  | 4601         | Bergen        | 1er janvier 1972 | 1201 Bergen                                       | Hordaland        |
| 2  | 4602         | Kinn          | 1er janvier 2020 | 1401 Flora 1439 Vågsøy                            | Sogn og Fjordane |
| 3  | 4611         | Etne          | 1er janvier 2020 | 1211 Etne                                         | Hordaland        |
| 4  | 4612         | Sveio         | 1er janvier 2020 | 1216 Sveio                                        | Hordaland        |
| 5  | 4613         | Bømlo         | 1er janvier 2020 | 1219 Bømlo                                        | Hordaland        |
| 6  | 4614         | Stord         | 1er janvier 2020 | 1221 Stord                                        | Hordaland        |
| 7  | 4615         | Fitjar        | 1er janvier 2020 | 1222 Fitjar                                       | Hordaland        |
| 8  | 4616         | Tysnes        | 1er janvier 2020 | 1223 Tysnes                                       | Hordaland        |
| 9  | 4617         | Kvinnherad    | 1er janvier 2020 | 1224 Kvinnherad                                   | Hordaland        |
| 10 | 4618         | Ullensvang    | 1er janvier 2020 | 1227 Jondal 1228 Odda 1230 Ullensvang             | Hordaland        |
| 11 | 4619         | Eidfjord      | 1er janvier 2020 | 1232 Eidfjord                                     | Hordaland        |
| 12 | 4620         | Ulvik         | 1er janvier 2020 | 1233 Ulvik                                        | Hordaland        |
| 13 | 4621         | Voss          | 1er janvier 2020 | 1234 Granvin 1235 Voss                            | Hordaland        |
| 14 | 4622         | Kvam          | 1er janvier 2020 | 1238 Kvam                                         | Hordaland        |
| 15 | 4623         | Samnanger     | 1er janvier 2020 | 1242 Samnanger                                    | Hordaland        |
| 16 | 4624         | Bjørnafjorden | 1er janvier 2020 | 1241 Fusa 1243 Os                                 | Hordaland        |
| 17 | 4625         | Austevoll     | 1er janvier 2020 | 1244 Austevoll                                    | Hordaland        |
| 18 | 4626         | Øygarden      | 1er janvier 2020 | 1245 Sund 1246 Fjell 1259 Øygarden                | Hordaland        |
| 19 | 4627         | Askøy         | 1er janvier 2020 | 1247 Askøy                                        | Hordaland        |
| 20 | 4628         | Vaksdal       | 1er janvier 2020 | 1251 Vaksdal                                      | Hordaland        |
| 21 | 4629         | Modalen       | 1er janvier 2020 | 1252 Modalen                                      | Hordaland        |
| 22 | 4630         | Osterøy       | 1er janvier 2020 | 1253 Osterøy                                      | Hordaland        |
| 23 | 4631         | Alver         | 1er janvier 2020 | 1256 Meland 1260 Radøy 1263 Lindås                | Hordaland        |
| 24 | 4632         | Austrheim     | 1er janvier 2020 | 1264 Austrheim                                    | Hordaland        |
| 25 | 4633         | Fedje         | 1er janvier 2020 | 1265 Fedje                                        | Hordaland        |
| 26 | 4634         | Masfjorden    | 1er janvier 2020 | 1266 Masfjorden                                   | Hordaland        |
| 27 | 4635         | Gulen         | 1er janvier 2020 | 1411 Gulen                                        | Sogn og Fjordane |
| 28 | 4636         | Solund        | 1er janvier 2020 | 1412 Solund                                       | Sogn og Fjordane |
| 29 | 4637         | Hyllestad     | 1er janvier 2020 | 1413 Hyllestad                                    | Sogn og Fjordane |
| 30 | 4638         | Høyanger      | 1er janvier 2020 | 1416 Høyanger                                     | Sogn og Fjordane |
| 31 | 4639         | Vik           | 1er janvier 2020 | 1417 Vik                                          | Sogn og Fjordane |
| 32 | 4640         | Sogndal       | 1er janvier 2020 | 1418 Balestrand 1419 Leikanger 1420 Sogndal       | Sogn og Fjordane |
| 33 | 4641         | Aurland       | 1er janvier 2020 | 1421 Aurland                                      | Sogn og Fjordane |
| 34 | 4642         | Lærdal        | 1er janvier 2020 | 1422 Lærdal                                       | Sogn og Fjordane |
| 35 | 4643         | Årdal         | 1er janvier 2020 | 1424 Årdal                                        | Sogn og Fjordane |
| 36 | 4644         | Luster        | 1er janvier 2020 | 1426 Luster                                       | Sogn og Fjordane |
| 37 | 4645         | Askvoll       | 1er janvier 2020 | 1428 Askvoll                                      | Sogn og Fjordane |
| 38 | 4646         | Fjaler        | 1er janvier 2020 | 1429 Fjaler                                       | Sogn og Fjordane |
| 39 | 4647         | Sunnfjord     | 1er janvier 2020 | 1430 Gaular 1431 Jølster 1432 Førde 1433 Naustdal | Sogn og Fjordane |
| 40 | 4648         | Bremanger     | 1er janvier 2020 | 1438 Bremanger                                    | Sogn og Fjordane |
| 41 | 4649         | Stad          | 1er janvier 2020 | 1441 Selje 1443 Eid                               | Sogn og Fjordane |
| 42 | 4650         | Gloppen       | 1er janvier 2020 | 1445 Gloppen                                      | Sogn og Fjordane |
| 43 | 4651         | Stryn         | 1er janvier 2020 | 1449 Stryn                                        | Sogn og Fjordane |

## Pour approfondir